# Anaxyrus nelsoni
Anaxyrus nelsoni és una espècie d'amfibi que viu als Estats Units. Està amenaçada d'extinció per la pèrdua del seu hàbitat natural.